# 94 (szám)
A 94 (római számmal: XCIV) a 93 és 95 között található természetes szám.

## A szám a matematikában
A tízes számrendszerbeli 94-es a kettes számrendszerben 1011110, a nyolcas számrendszerben 136, a tizenhatos számrendszerben 5E alakban írható fel.
A 94 páros szám, összetett szám, azon belül félprím, kanonikus alakban a 21 · 471 szorzattal, normálalakban a 9,4 · 101 szorzattal írható fel. Négy osztója van a természetes számok halmazán, ezek növekvő sorrendben: 1, 2, 47 és 94.
Tizenhétszögszám.
Nontóciens szám.
Mivel található olyan 94 egymást követő egész szám, amelynél minden belső számnak van közös prímtényezője akár az első, akár az utolsó taggal, a 94 Erdős–Woods-szám.
A 94 egyetlen szám valódiosztóösszeg-függvényeként áll elő, ez a 116.
A 94 négyzete 8836, köbe 830 584, négyzetgyöke 9,69536, köbgyöke 4,54684, reciproka 0,010638. A 94 egység sugarú kör kerülete 590,61942 egység, területe 27 759,11269 területegység; a 94 egység sugarú gömb térfogata 3 479 142,123 térfogategység.
A 94 helyen az Euler-függvény helyettesítési értéke 46, a Möbius-függvényé 1, a Mertens-függvényé 1.

## A szám mint sorszám, jelzés
A periódusos rendszer 94. eleme a plutónium.